# Teorien om knuste vinduer
Teorien om knuste vinduer (engelsk: Broken windows theory) er en kriminologisk teori om den nedbrydende virkning, som hærværk og andre former for småforbrydelser har på et samfund. Teorien blev formuleret i 1982 af James Q. Wilson og George L. Kelling. Teorien er, at selv mindre forbrydelser, der i princippet er uden større betydning, hurtigt vil medføre yderligere forfald. Det bidrager til at legitimere andre former for kriminalitet og undergraver normerne og sikkerheden i samfundet. Omvendt vil nultolerance bidrage til at forhindre og begrænse alvorligere former for kriminalitet.
Teorien er blevet brugt i New York, hvor byens borgmester, Rudy Giuliani, i 1993 iværksatte en omfattende kampagne mod vandalisme, uorden og antisocial opførsel for at forhindre et mere omfattende forfald og grovere kriminalitet. I Danmark har Søren Pind i København ladet sig inspirere af teorien til at satse på bedre renovation og nultolerance over for graffiti.
Teorien er kritiseret for ikke at være underbygget af empiri, men eksperimenter foretaget af forskere ved Rijksuniversiteit Groningen har bekræftet, at et miljø præget af affald og uorden fremmer tilbøjeligheden til at begå kriminalitet. Giulianis program i New York medførte i 1990'erne et fald i antallet af voldelige overfald på mere end 56 pct. imod 28 pct. i resten af USA. Antallet af indbrud i New York faldt med 65 pct. mod 26 pct. i hele landet. Der er dog ikke enighed om, hvorvidt disse tal kan tilskrives teorien om knuste vinduer.